# Verstanclagletscher
Verstanclagletscher – lodowiec o długości 2 km (2005 r.) i powierzchni 1,27 km² (1973 r.).
Lodowiec położony jest w łańcuchu górskim Silvretta w kantonie Gryzonia w Szwajcarii.